# Sphenomonas quadrangularis
Sphenomonas quadrangularis is een soort in de taxonomische indeling van de Euglenozoa. Deze micro-organismen zijn eencellig en meestal rond de 15-40 mm groot. Het organisme komt uit het geslacht Sphenomonas en behoort tot de familie Astasiaceae. Sphenomonas quadrangularis werd ontdekt door F. Stein.